# Filet
Filet (toponimo tedesco) è una frazione di 168 abitanti del comune svizzero di Mörel-Filet, nel Canton Vallese (distretto di Raron Orientale).

## Storia

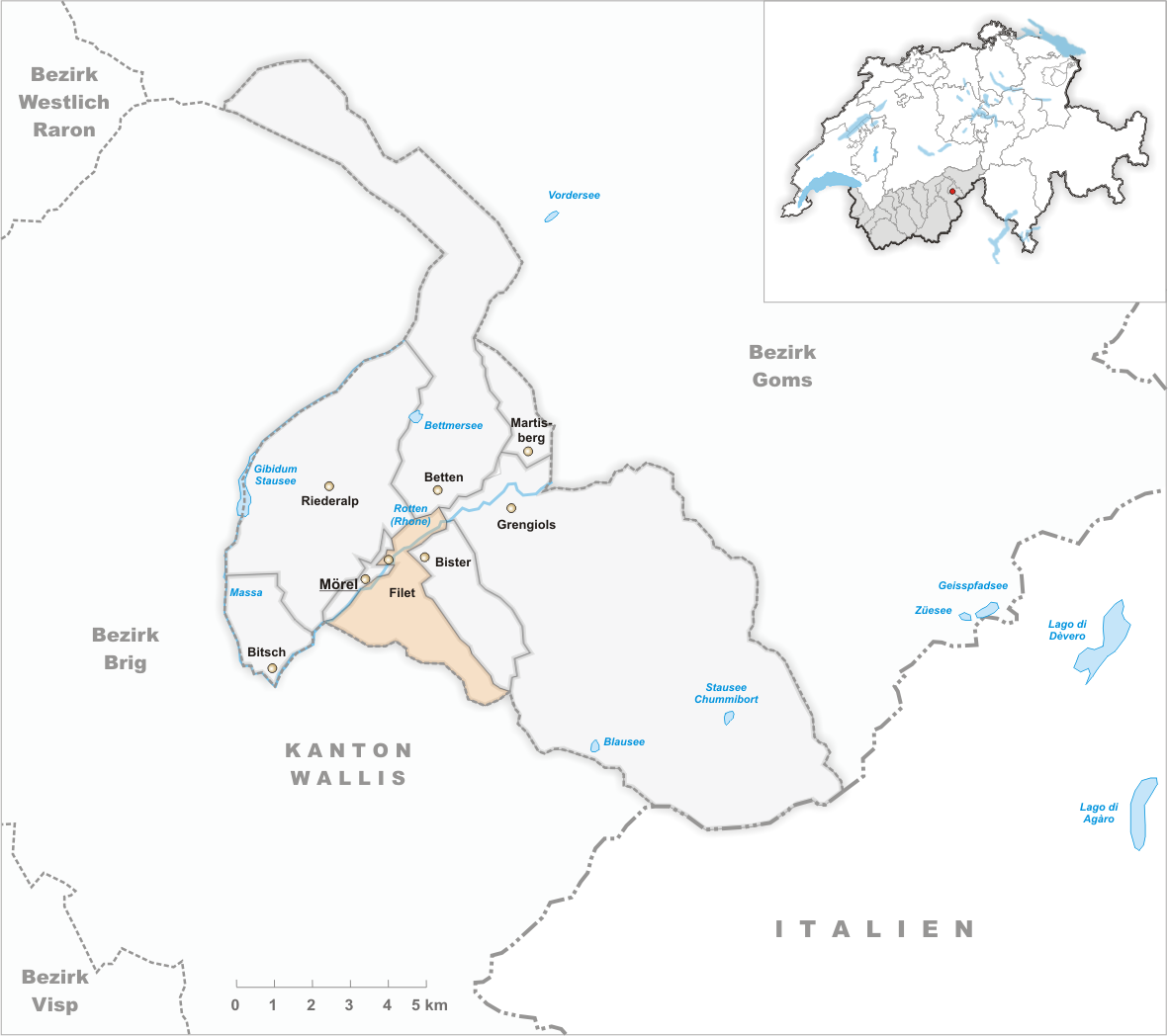
Il territorio del comune di Filet prima degli accorpamenti comunali del 2009

Già comune autonomo che si estendeva per 7,2 km² e che comprendeva anche le frazioni di Halte, Massolter e Pfäwi, nel 2009 è stato accorpato all'altro comune soppresso di Mörel per formare il nuovo comune di Mörel-Filet.

## Società

### Evoluzione demografica
L'evoluzione demografica è riportata nella seguente tabella:
Abitanti censiti

## Amministrazione
Ogni famiglia originaria del luogo fa parte del cosiddetto comune patriziale e ha la responsabilità della manutenzione di ogni bene ricadente all'interno dei confini della frazione.